# Linnaemya burmana
Linnaemya burmana är en tvåvingeart som beskrevs av Hiroshi Shima 1986. Linnaemya burmana ingår i släktet Linnaemya och familjen parasitflugor.
Artens utbredningsområde är Myanmar. Inga underarter finns listade i Catalogue of Life.